# Childfree
Childfree, termo em inglês que significa "sem filhos", é a opção voluntária de não ter filhos. No comércio, usa-se o termo para designar estabelecimento exclusivo para adultos.
Em boa parte das sociedades e em grande parte da história humana, decidir não ter filhos era complicado e desagradável. A disponibilidade de anticoncepcionais confiáveis, junto com o apoio fornecido na velhice pelo governo, e não pela família, tornou a ausência de filhos uma escolha para algumas pessoas, embora possam ser desprezadas em determinadas sociedades.
Segundo o Merriam-Webster Dictionary, a palavra "childfree" surgiu pela primeira vez em algum momento antes de 1901.

## Razões citadas para não ter filhos voluntariamente
Adeptos desse modo de vida, como Corinne Maier, autora francesa de No Kids: 40 Reasons For Not Having Children, mencionaram muitos motivos para sua opinião.

## Conceito aplicado no comércio
No comércio, já existem vários estabelecimentos que se descrevem como "exclusivo para adultos" por causa da crescente demanda da clientela por lugares onde não haja a agitação e o barulho típicos de lugares recreativos para crianças, como é o caso dos parques temáticos e zoológicos.
Desse modo, já há muitos hotéis e pousadas que se declaram abertamente assim no mundo inteiro.